# Cypionate d'estradiol
Le cypionate d'estradiol est un ester synthétique d'acide cypionique (en) et d'estradiol, un œstrogène naturel. Il est absorbé plus lentement que l'estradiol lui-même, ce qui permet de l'administrer moins souvent. Parmi les esters d'estradiol couramment utilisés, le cypionate d'estradiol est celui qui reste actif le plus longtemps dans l'organisme, avec une durée d'action d'environ 11 jours, contre 4 à 5 jours pour le benzoate d'estradiol (en) et 7 à 8 jours pour le valérate d'estradiol (en).
Il fait partie de la liste des médicaments essentiels de l'Organisation mondiale de la santé (liste mise à jour en avril 2013).